# Hercostomus problematicus
Hercostomus problematicus är en tvåvingeart som beskrevs av Octave Parent 1930. Hercostomus problematicus ingår i släktet Hercostomus och familjen styltflugor. Inga underarter finns listade i Catalogue of Life.